# Atrachea
Atrachea es un género  de lepidópteros perteneciente a la familia Noctuidae. Es originario del este de Asia.

## Especies
- Atrachea argillacea (Draudt, 1950)
- Atrachea miyakensis Sugi, 1963
- Atrachea nitens (Butler, 1878)
- Atrachea ochrotica (Hampson, 1910)
- Atrachea parvispina (Tschtverikov, 1904)